# Kościół św. Marii Magdaleny w Ryszewku
Kościół św. Marii Magdaleny w Ryszewku – rzymskokatolicki kościół parafialny znajdujący się we wsi Ryszewko, w powiecie żnińskim, w województwie kujawsko-pomorskim.

## Historia

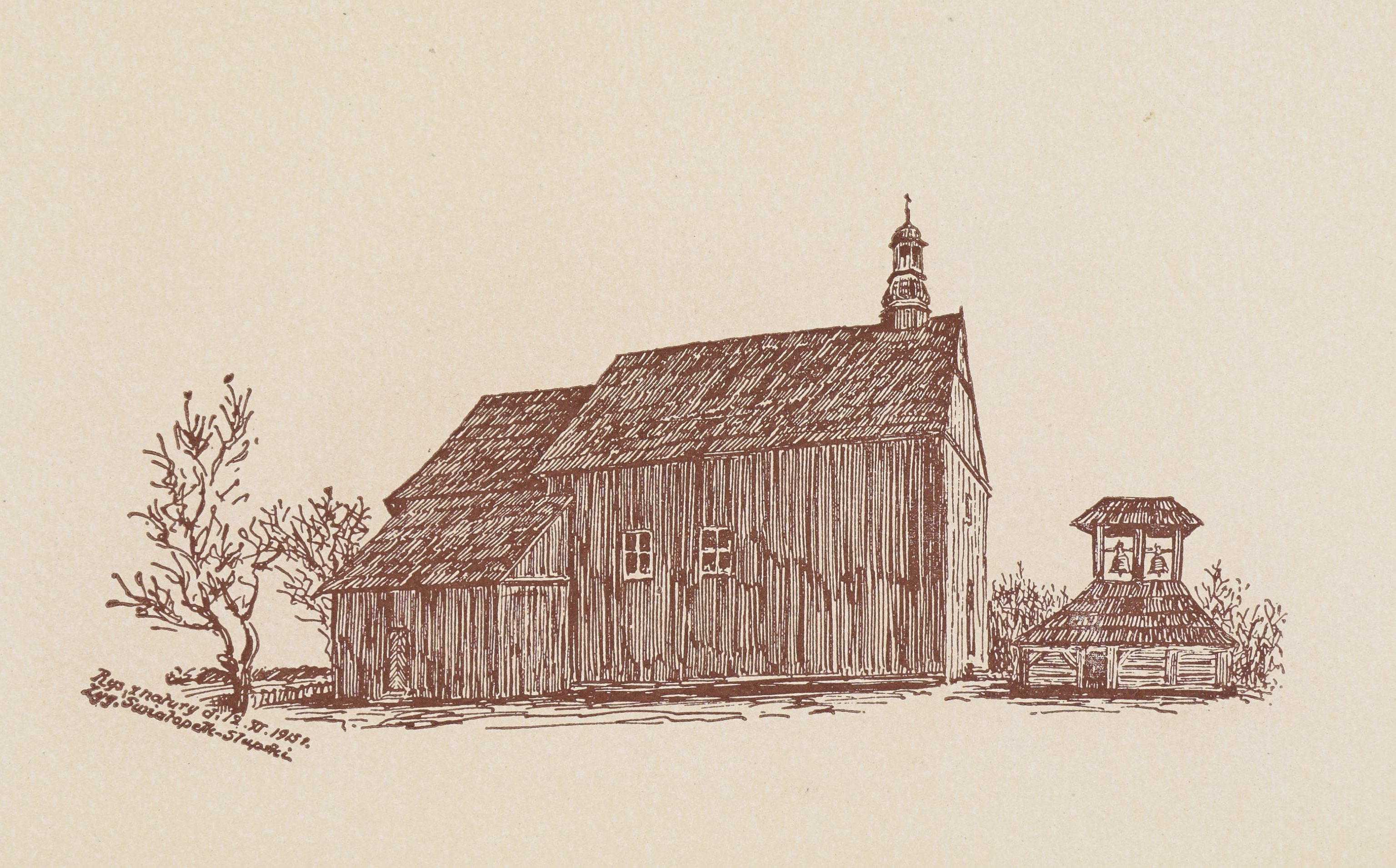
Widok kościoła przed 1917

Kościół został wybudowany w XIII wieku, potem włączony został do parafii Gąsawa, by w XV wieku stać się na powrót samodzielną parafią. Istniejący do dziś, drewniany (sosnowy) kościół został zbudowany w 1727, a konsekrowano go w 1788. W 1997 poddano go renowacji.

## Architektura
Obiekt jest barokowy, konstrukcji zrębowej, orientowany, oszalowany i jednonawowy, a wzniesiono go na rzucie prostokąta. Stoi na kamiennej podmurówce. Prostokątne prezbiterium zakończone jest absydą, a kwadratowa kruchta przybudowana jest od południa. Nawa przykryta jest dachem dwuspadowym, a prezbiterium – pięciospadowym. Od zachodu nad nawą umieszczona jest niewielka wieżyczka z baniastym hełmem. 

## Wyposażenie
Wystrój wnętrza pochodzi z XVI–XIX wieku. Główny ołtarz to manierystyczny tryptyk. W lewym bocznym ołtarzu znajduje się renesansowy obraz Złożenie do grobu, który jest dziełem ucznia Lucasa Cranacha starszego (1538).

## Otoczenie
Przy kościele stoi dzwonnica z 1727 o nietypowej konstrukcji oraz rosną m.in. cztery stare lipy będące pomnikami przyrody o obwodach pni wynoszących około 560 cm.
Na terenie przykościelnym ustawiono tablicę pamiątkową o treści: Tu urodził się i Chrzest św. przyjął ks. prof. Antoni Słomkowski (1900-1982), doktor teologii, odnowiciel Katolickiego Uniwersytetu Lubelskiego, rektor tej uczelni w latach 1944-1951. Kapłanowi niezłomnego charakteru, duchowemu przywódcy młodzieży, prześladowanemu przez okupacyjny system sowiecki i komunistyczny. Tablicę ufundowali rodzina i przyjaciele, a odsłonięto ją 28 sierpnia 2006.
Oprócz tego przy kościele stoją dwa nagrobki proboszczów:
- ks. Bronisława Echausta, dziekana rogowskiego, kanonika kruszwickiego (ur. 10.3.1834, zm. 2.6.1919),
- ks. Wojciecha Spychałowicza (ur. 21.3.1882, zm. 22.9.1928)[7].